# Estadio Édgar Rentería
El estadio Édgar Rentería o estadio de béisbol de Barranquilla es un escenario para la práctica del béisbol en Barranquilla, Colombia. Fue construido en el sitio donde se encontraba el estadio Tomás Arrieta, demolido en 2016.

## Historia

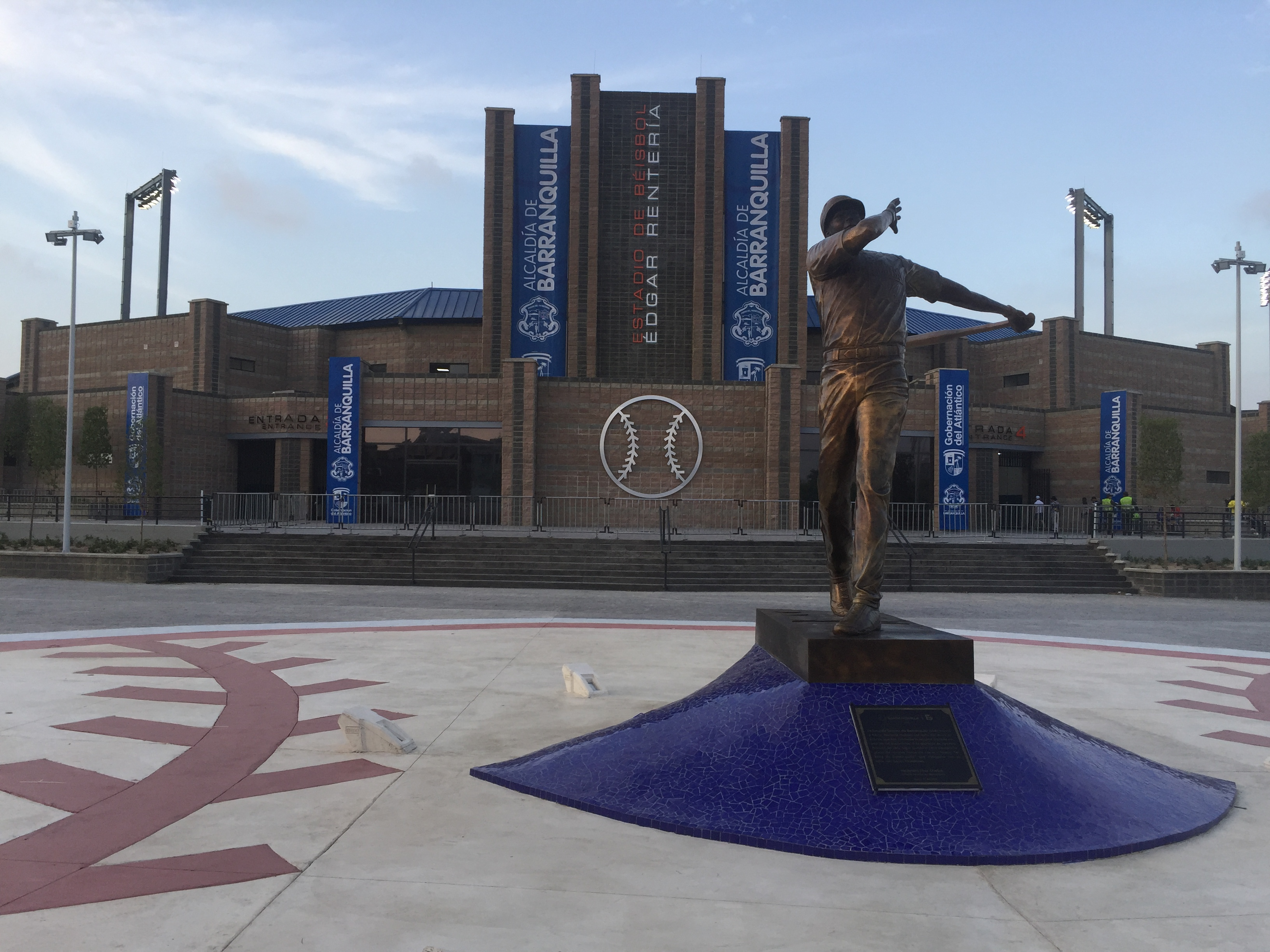
Fachada del estadio. En primer plano, la estatua de Édgar Rentería.

En 2008, la administración local adelantó gestiones para que Barranquilla fuera la sede de la Serie del Caribe de 2012, por lo que se planteó una importante remodelación para el estadio Tomás Arrieta, o la construcción de un nuevo estadio cuyo costo sería de US$ 6.000.000 y tendría capacidad para 10.000 espectadores, cumpliendo así con las exigencias de la Confederación del Caribe para aspirar a la organización de una Serie del Caribe. En mayo de 2009, la Sociedad de Arquitectos del Atlántico presentó la maqueta del nuevo estadio.
El 1 de noviembre de 2010, durante la celebración por el título de la Serie Mundial obtenido por los Gigantes de San Francisco, en la que Édgar Rentería resultó elegido Jugador Más Valioso, el alcalde Alejandro Char anunció que al ser reconstruido, el estadio Tomás Arrieta sería rebautizado "Édgar Rentería". Con ocasión de la designación de Barranquilla como sede de los Juegos Centroamericanos y del Caribe 2018, el gobierno nacional y la Alcaldía Distrital acordaron incluir al estadio Tomás Arrieta entre los escenarios deportivos que debían ser intervenidos para cumplir las exigencias y requerimientos técnicos y deportivos de la Odecabe. Se determinó que el estadio Tomás Arrieta sería demolido para construir en su lugar un nuevo escenario cambiando en 180 grados la orientación del diamante y nuevas tribunas con capacidad para 6.500 espectadores. Dichos cambios implicaban construir una nueva entrada principal por la carrera 54 con tres grandes zonas de acceso para el público en general y una zona de acceso especial para los equipos. Inicialmente, las inversiones con aportes de la Nación fueron calculadas en 26 mil millones de pesos. En 2016, con el inicio de la segunda alcaldía de Alejandro Char, se determinó ampliar el presupuesto de inversión del nuevo estadio a 45 mil millones de pesos con recursos propios del Distrito, para mejorar las instalaciones del proyecto y contar con los avales de la Major League Baseball y de la Federación Internacional de Béisbol, a fin de ser sede de futuros torneos de clubes doble A y de Series del Caribe. 
La demolición del estadio Tomás Arrieta comenzó el 1 de julio de 2016 y ese mismo día se puso la primera piedra del nuevo escenario. En ese momento se planteó instalar un monumento y una placa para homenajear a Tomás Arrieta en la nueva estructura.
La demolición del Tomás Arrieta duró dos meses y la construcción del nuevo estadio, 18.
En noviembre de 2019, un fallo del Tribunal Administrativo del Atlántico dejó al escenario sin nombre a raíz de una acción de cumplimiento interpuesta por la Fundación Funivida Tomás Arrieta contra el alcalde para exigir que fuera restituido el nombre de Tomás Arrieta para el estadio, tras lo que el Tribunal conceptuó que, según el parágrafo único del decreto 2759 de 1997, la persona viva cuyo nombre se pretende asignar debe haber prestado servicios a la Nación y la iniciativa debe provenir de una solicitud de la comunidad.

## Características técnicas

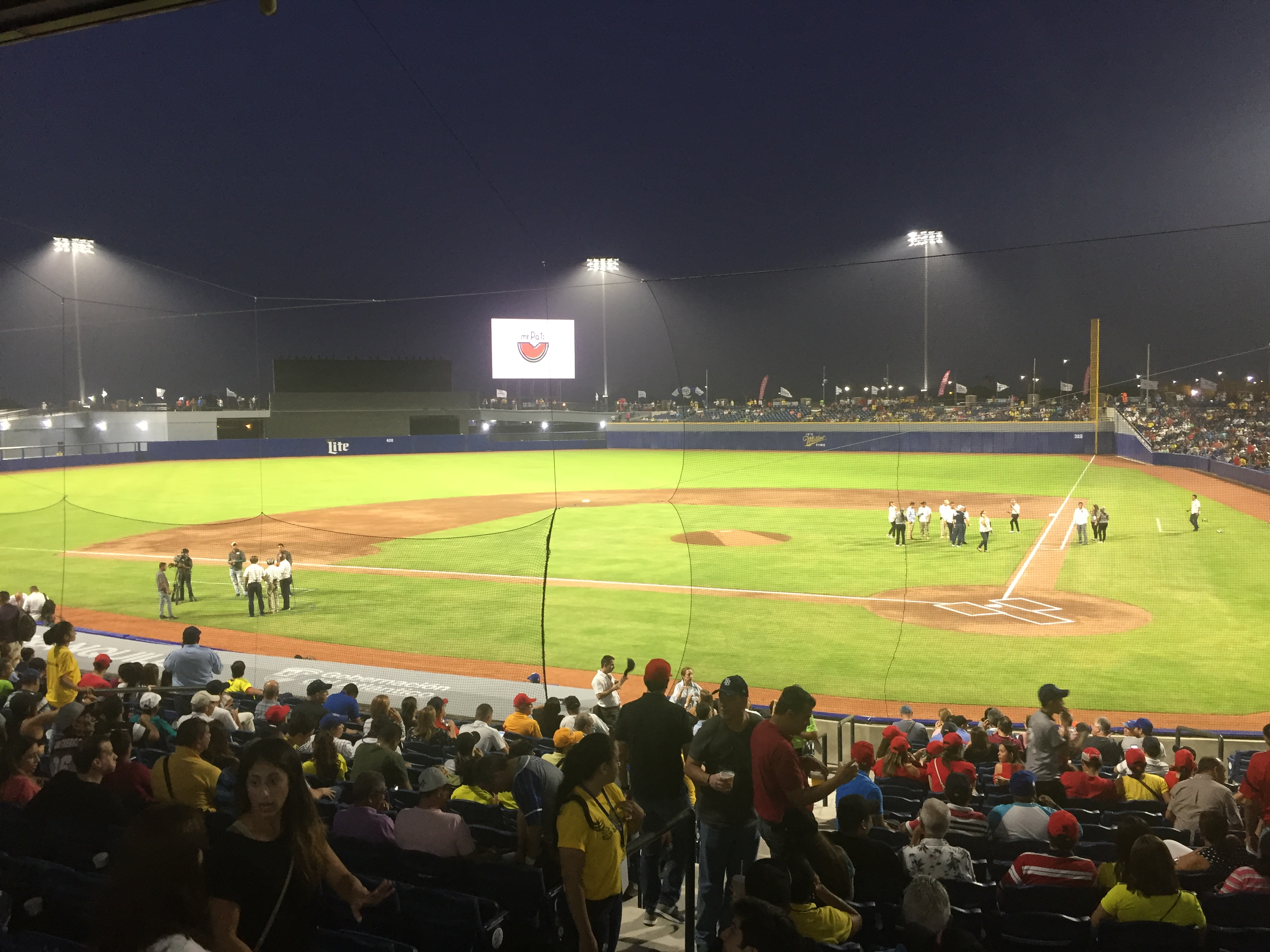
Panorámica del campo de juego.

El nuevo terreno de juego del estadio fue rotado 90° con respecto al anterior debido a estudios técnicos y al análisis de la dirección del viento en la zona.
Las dimensiones del diamante son:
- Left field: 325 pies.
- Center field: 400 pies.
- Right field: 325 pìes.

El aforo del Tomás Arrieta era de aproximadamente 6000 personas sentadas; en silletería numerada, el del actual escenario es de 8650 y hasta 12 000 espectadores sentados en gradas portables, de conformidad con los estándares de la MLB. Además, el nuevo estadio cuenta con tres niveles, palco presidencial y 20 palcos especiales, iluminación tipo LED de 1500 lux para transmisiones de televisión de alta definición, y el terreno de juego posee un sistema de drenaje automático y de riego, entre otras características.
Aforo
| Tribuna              | Capacidad |
| Home VIP             | 244       |
| Home Preferencial    | 352       |
| Home                 | 2855      |
| Laterales            | 2348      |
| Laterales superiores | 1382      |
| General              | 1469      |
| Gradas portables     | 3350      |

## Eventos
- Copa Internacional de Béisbol Barranquilla Capital de Vida o Brownfield-Whitaker

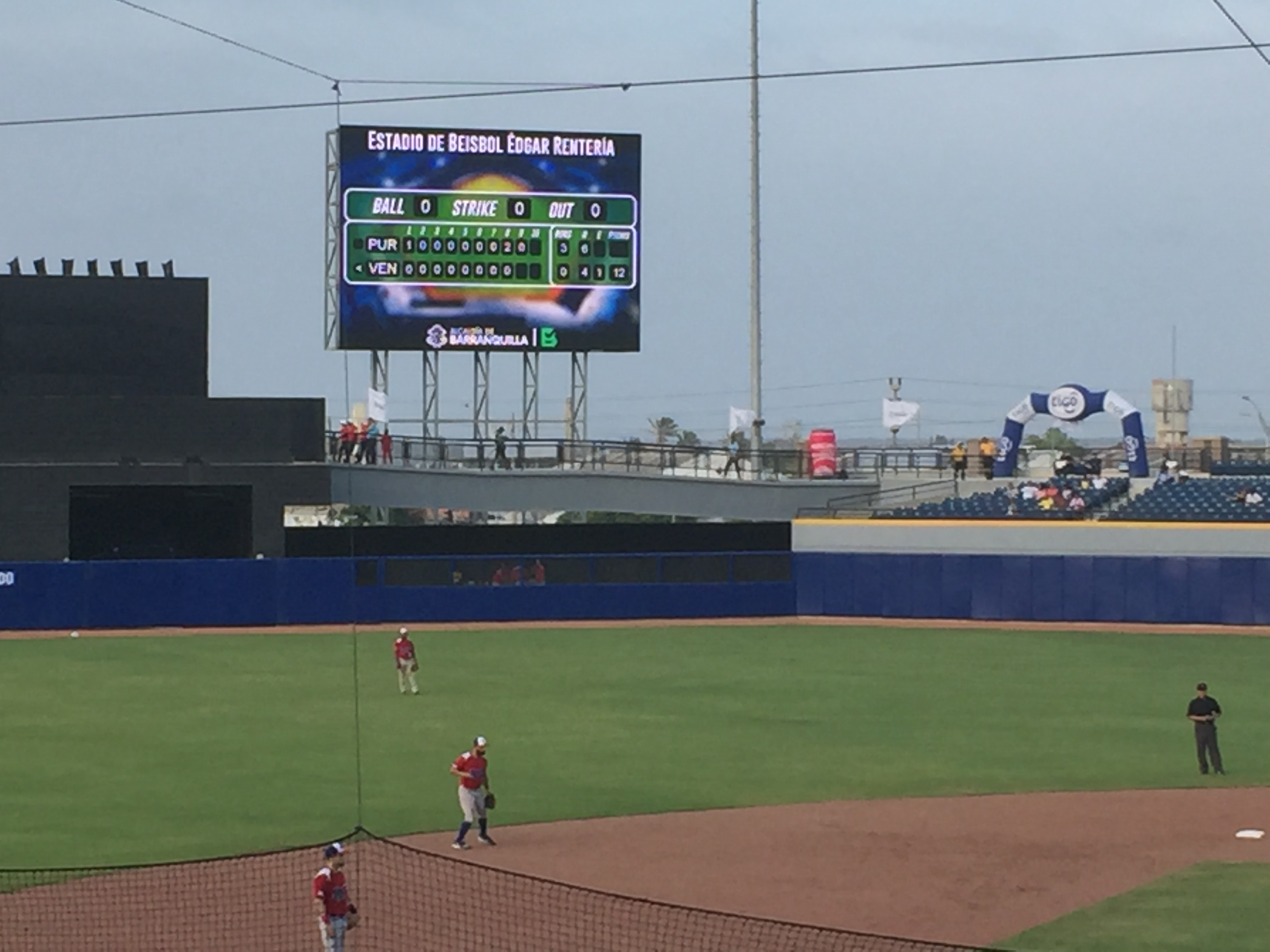
Tablero electrónico del estadio.

El estadio fue inaugurado con la Copa Internacional de Béisbol Barranquilla Capital de Vida, también denominada Brownfield-Whitaker, disputada por las novenas de Colombia, Puerto Rico, República Dominicana y Venezuela entre el 31 de mayo y el 3 de junio. Previo al primer juego entre Colombia y Venezuela, el alcalde Alejandro Char y el gobernador Eduardo Verano desvelaron una estatua de Édgar Rentería, quien asistió al acto acompañado por su madre y una de sus hijas. Posteriormente, se celebró un homenaje al expelotero en el terreno de juego, al que asistieron distintas personalidades como los exbeisbolistas Roberto Alomar, Moisés Alou, el exembajador de Estados Unidos en Colombia e impulsor del estadio, William Brownfield, y el embajador de la época, Kevin Whitaker.  
| Fecha              | Visitante            | Resultado | Local                |
| ------------------ | -------------------- | --------- | -------------------- |
| 31 de mayo de 2018 | Venezuela            | 2-4       | Colombia             |
| 1 de junio de 2018 | República Dominicana | 7-2       | Puerto Rico          |
| 2 de junio de 2018 | Puerto Rico          | 3-0       | Venezuela            |
| 2 de junio de 2018 | República Dominicana | 4-2       | Colombia             |
| 3 de junio de 2018 | Venezuela            | 3-0       | República Dominicana |
| 3 de junio de 2018 | Puerto Rico          | 0-7       | Colombia             |

| POS | EQUIPO               | G | P | AVG  | DIF |
| --- | -------------------- | - | - | ---- | --- |
| 1   | República Dominicana | 2 | 1 | .666 | -   |
| 2   | Colombia             | 2 | 1 | .666 | -   |
| 3   | Puerto Rico          | 1 | 2 | .333 | 1   |
| 4   | Venezuela            | 1 | 2 | .333 | 1   |

La novena de República Dominicana resultó campeona del certamen pues derrotó a Colombia.
- Juegos Centroamericanos y del Caribe 2018

Ver Anexo:Béisbol en los XXIII Juegos Centroamericanos y del Caribe.
- Copa Mundial de Béisbol Sub-23.
- Copa Mundial de Béisbol Sub-15 (agosto de 2024).

## Museo

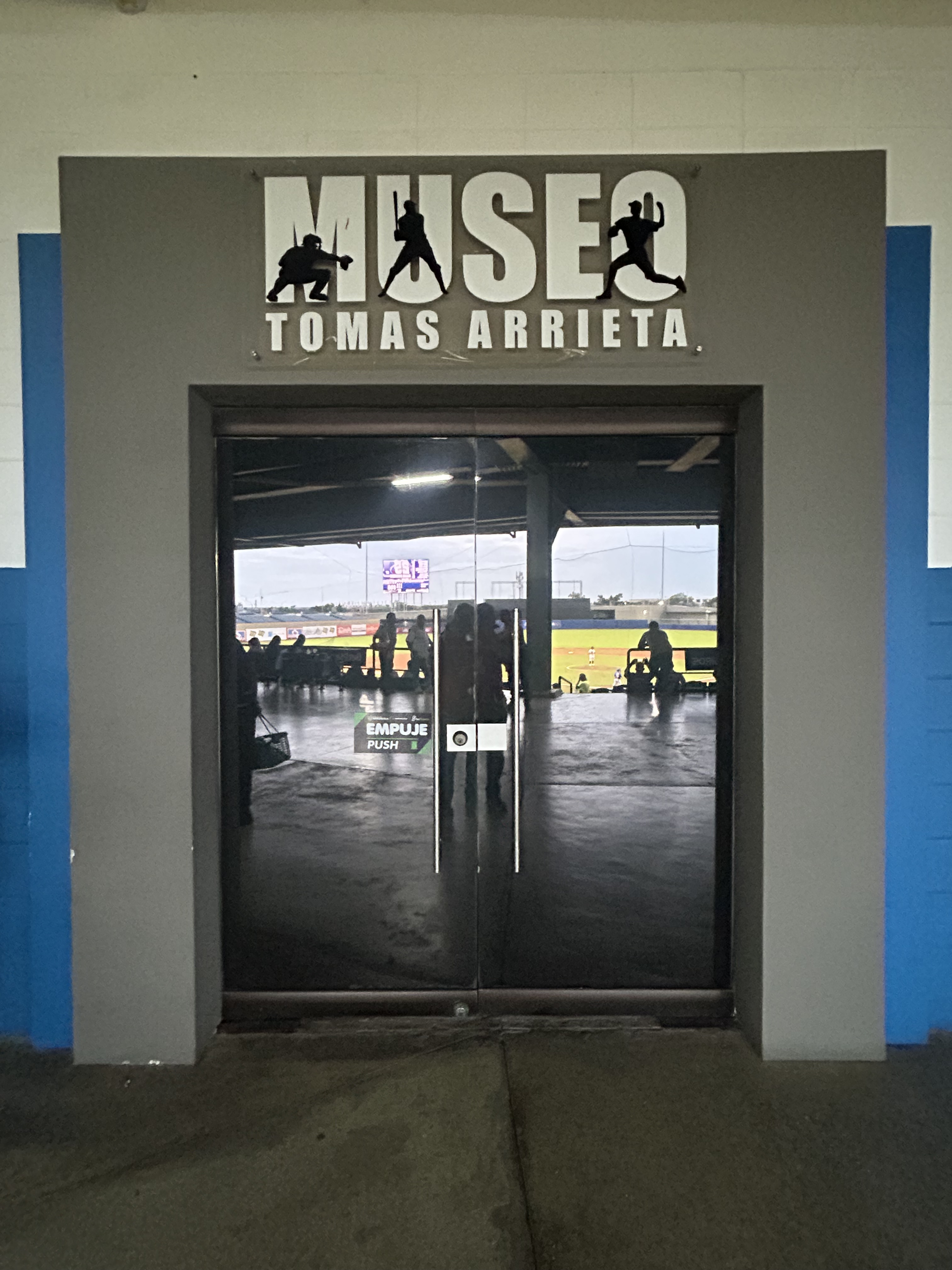
Museo Tomás Arrieta

El museo del béisbol colombiano Tomás Arrieta fue inaugurado en las instalaciones del estadio el 4 de octubre de 2018. El recinto rinde homenaje al beisbolista cuyo nombre llevaba el estadio demolido, en cuyo sitio se construyó el actual. El museo cuenta con una línea de tiempo que ilustra en cuatro bases los anales del béisbol colombiano. También posee un espacio dedicado a la carrera de Édgar Rentería, donde se exhibe una réplica del trofeo de campeón de la Serie Mundial.